# Pre-flight Safety Instruction Demonstration

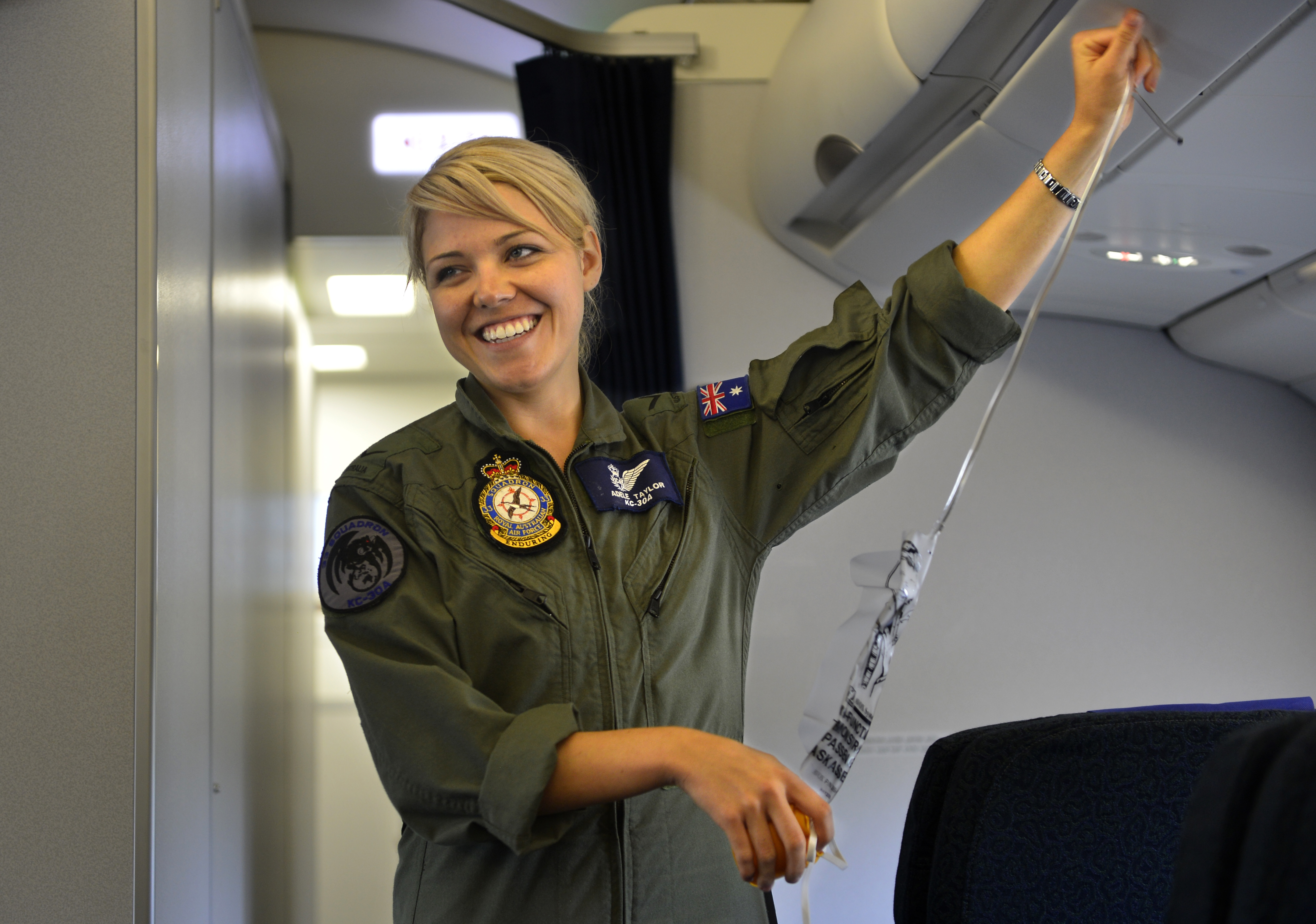
Eine Soldatin der Royal Australian Air Force demonstriert als Flugbegleiterin die Sauerstoffmasken während der pre-flight safety demonstration an Bord eines australischen Airbus A330 MRTT

Eine Pre-flight Safety Instruction Demonstration (auch Passagierbriefing oder in der Fliegersprache auch kurz nur als Demo bezeichnet) ist eine Beschreibung und Vorführung der wesentlichen Prozeduren innerhalb eines Verkehrsflugzeugs, die im Notfall das Überleben des Fluggastes sicherstellen sollen.
Diese Demonstration wird in den meisten Fällen als Vorführung von Hand durch die Flugbegleiter durchgeführt (z. B. bei Lufthansa), kann aber auch als Video erfolgen (z. B. bei Condor) und beinhaltet neben der Lage der Notausgänge die Handhabung des Sitzgurtes, die Verwendung der Sauerstoffmasken, die Lage der Schwimmwesten und deren Benutzung. Es ist gesetzmäßig vorgeschrieben, vor jedem Flug eine Demonstration für die Fluggäste durchzuführen. Als Ergänzung hierzu dienen die in den Sitztaschen ausgesteckten Safety Instruction Cards.
Allgemein wird beklagt, dass Fluggäste der Sicherheitseinweisung immer noch zu wenig Aufmerksamkeit schenken. Analysen verschiedener Flugunfälle wie des British-Airtours-Fluges 28M haben gezeigt, dass viele Fluggäste in Panik dazu neigen, sich der wesentlichen lebensrettenden Details wie der Lage des am nächsten zum Sitzplatz gelegenen Notausgangs nicht mehr bewusst zu sein. Ein aufmerksames Betrachten der Safety Instruction Demonstration kann hier im Ernstfall Leben retten und sollte auch von Vielfliegern beachtet werden.
Umgangssprachlich wird die Sicherheitseinführung scherzhaft als „Wasserballett“ bezeichnet.
Für deutsche Fluggesellschaften existiert ein Leitfaden des Luftfahrt-Bundesamtes, der bestimmte Vorschriften und Mindeststandards bezüglich der Safety Instruction Demonstration in Videoform enthält.